# 0時半です松坂屋ですカトレヤミュージックです
『0時半です松坂屋ですカトレヤミュージックです』（0じはんですまつざかやですカトレヤミュージックです）は、1965年3月29日から2008年3月30日までの43年間、CBCラジオで毎日12:30 - 13:00（JST）に放送されていた生放送の音楽番組である。2019年10月より放送時間を変更し『深夜です松坂屋です大人のカトレヤミュージックです』として放送が再開された。

## 番組概要
- CBCのアナウンサーが日替わりでパーソナリティ・アシスタントを務めている。松坂屋（現在の大丸松坂屋百貨店）の一社提供。
- 番組の正式タイトルは上記の通りであるが、タイトルコール以外は「カトレヤミュージック」で通した。
- 愛知県名古屋市中区の松坂屋本店南館「オルガン広場」の仮設サテライトスタジオでの公開放送でゲストの歌などはオルガン広場内のステージからおくられていた[1][2]。ただし、末期には松坂屋の改装のためCBC放送センターの通称「カトレヤスタジオ」から生放送されていた。
- 2005年3月には放送開始40周年を記念して、番組に関係していた人々をゲストに呼んで1週間オルガン広場から公開生放送を行った。また、2007年9月4日から9月6日までの3日間、松坂屋と大丸が経営統合してJ.フロント リテイリングが発足したのを記念してオルガン広場から公開生放送を行った。
- オルガン広場にサテライトスタジオが移設される以前（1971年～1996年）は、松坂屋本店本館1Fにあった「愛の広場」から放送されていた。愛の広場は、その後改装によって消滅し、現存しない。
- テーマ曲は作詞：永六輔、作曲：中村八大、歌：沢村美司子による松坂屋CMソング「振り向けば松坂屋」のインストゥルメンタル[3]。
- 基本的に毎日生放送で、自社制作の特別番組が朝から夕方まで通して放送される場合も、原則としてこの番組の時間帯は中断し優先的に放送される。ただし、全日本実業団女子駅伝（CBCラジオ制作）やひろしま男子駅伝（RCC制作）等、他局制作番組や自社制作でも中断が難しい番組を放送する場合は放送休止となることがある。また、2007年と2008年1月2日と3日は箱根駅伝（文化放送制作）のため、放送時間を10:30～11:00（JST）に前倒しした上、タイトルを『10時半です松坂屋ですカトレヤミュージックです』（じゅうじはんです - ）と変更して放送した。
- 過去にはFM愛知も週1回お昼の番組として同じく松坂屋提供で「振り向けば松坂屋」をテーマ曲とした「カトレヤ・ミュージック」が放送されていたが、元フジテレビアナウンサーの大橋マキを起用した「マツザカヤ ロハス・マイ・ライフ」となっている。
- エンディングでは、その日担当の女性アナウンサーが「生活と文化を結ぶマツザカヤ」と言った後、男性アナウンサーが「CBC」と言って締める。かつて平日は次の番組「ツー快!お昼ドキッ」のパーソナリティーへの呼びかけやクロストークを行うこともあった。
- 中日新聞等のラジオ欄では「0時半です音楽です」と表記されていたこともあった。

- 2008年3月30日の放送をもって、43年・15,261回に及ぶ番組の歴史に幕を下ろした。最終回当日は松坂屋本店での公開放送が行われた。J.フロント側は番組終了について「メディアが多様化する中でラジオ番組として一定の役割を果たした」と説明しているが、実際は同社の不採算事業の廃止の一環によるものである[4]。後番組は中西直輝のきく!ラジオとなった（平日の月曜日～金曜日の放送）。

- 2014年4月27日、6年1か月ぶりに『松坂屋 presents 帰ってきたカトレヤミュージック』として復活した。パーソナリティは小堀勝啓と渡辺美香両アナウンサーで、ゲストがチェリッシュ。生放送場所はレギュラー放送と同じ「松坂屋南館オルガン広場」で、当日12:30 - 13:30に公開生放送された[5]。

- 2019年10月からは日曜深夜にレギュラー放送が復活した[6][1]。詳細は後述。

## エピソード
- 冒頭に流れるテーマ音楽は番組初期には歌詞入りが流れることもあった。
- 1980年に松田聖子が「青い珊瑚礁」のプロモーションを兼ねてゲスト出演した際、愛の広場のあった本館1階全体が全国各地から集った彼女の親衛隊でごった返すという異様な盛り上がりの中で番組はスタート。聖子がステージに上がるや、一斉に親衛隊のメンバーたちが掛け声をかけ続け、番組進行にも支障を来たしたために、冒頭に1曲歌を披露させてすぐに聖子を下がらせる形で、その場の混乱を収拾する、という出来事があった。この時の司会はCBCの当時人気ナンバーワンアナウンサーであった小堀勝啓アナで、聖子を退避させたスタッフに対して凄ましい勢いで野次を飛ばし続ける親衛隊に対して、「君たちがあまりにもうるさいから、（聖子ちゃんは）ステージからいなくなったんだぞ!」と窘め、一瞬にして、野次の声がなくなった、という。
- 番組中盤に行われる松坂屋の催し物やセールなどを告知する生CMは、予めスタッフが用意をした原稿を読むのではなく、司会を務めるアナウンサーが担当当日、またはその前日に直接松坂屋に赴き、取材をした上で、ほぼアドリブに近い形で感想などをおりまぜながら紹介する、という番組が開始した1960年代半ばのラジオ番組としては斬新な形式が採られていた。これは、番組開始当初、松坂屋の宣伝部に在籍していたあるスタッフが、思いついたフレーズ・文章を上司に報告するたびにその上司から手直しを命ぜられたことに嫌気がさしてしまい、予め文章を用意して注意されるんなら、アドリブでCMをやって注意を受けても同じではないか、という思いから誕生したものだという[7]。しかしこの斬新な試みは放送・広告業界で広く評価され、日比と当時の相手役の稲葉弘子アナウンサーの掛け合いによる生CMが1965年に「ACC全日本CMフェスティバル」グランプリ、続く1966年には同銀賞を受賞する快挙を達成。以後40年以上に渡り、このアドリブでの生CMのスタイルは一貫して継続された。
- CBCのスタジオ内での放送でリクエストを募集する際には、リスナーからハガキ・FAXを送ってもらう、という形を採っていたが、愛の広場・オルガン広場での公開放送時代には、予め用意しておいたレコードをステージのボードに全て展示し、客席にいる買い物客に挙手を募り、司会担当アナウンサーが指名をして、その用意しておいたレコードの中で聞きたい曲が何かを尋ね、歌を流す、というスタイルが採られていた。[8]
- 愛の広場・オルガン広場時代には、ローカル番組ながら、有力な若手・新人歌手を多く抱える芸能事務所からも「若手の登竜門」として重宝されていた。上記の松田聖子以外にも、天地真理（1971年）、井上陽水（1972年）、郷ひろみ（1973年）、テレサ・テン（1974年）、ピンクレディー（1976年）、中森明菜（1983年）、小泉今日子（1982年）など、数多くの人気歌手が新人時代にこの番組に登場した。また、平原綾香がデビュー曲『Jupiter』を初めて公の場で熱唱したのも当番組であった。平原は最終回にもゲスト出演し、番組終了を惜しむ観客の前で『Jupiter』を熱唱した。

## 出演者

### パーソナリティ

#### 番組終了時
- 月・火・木・金曜日　森合康行
- 水・土・日曜日　中西直輝

#### 2008年以前
- 日比英一（初代パーソナリティ、1965年～1980年）[9]
- 岸佳弘（～1988年）
- 服部元彦（～1979年）
- 荒川戦一（～1986年）
- 小堀勝啓（1975年～1980年、2001年～2002年）
- 三久保角男（1977年～1988年）
- 村井秀樹（1977年～1980年）
- 久野誠（1979年～1980年）
- 冨田和音（1984年～1989年）
- 横地昭仁（1986年～1990年）
- 多田しげお（1986年～1988年）
- 大園康志（1988年～1994年）
- 若狭敬一ほか

### アシスタント
- 月・火曜日／渡辺美香
- 水曜日／丸山蘭那
- 木・土・日曜日／加藤由香
- 金曜日／神尾純子

## 深夜版
2019年10月7日（2019年10月6日）より、毎週月曜0時30分から1時（日曜日の24:30 - 25:00）に『深夜です 松坂屋です 大人のカトレヤミュージックです』が放送されていた。松坂屋名古屋店の一社提供に変更されている。コンセプトは「デパートが発信する音楽情報番組」。
- パーソナリティはMrデパート、広報レディ、原田稔（番組プロデューサー）の3名。原田以外は松坂屋名古屋店の現役店員で、担当の正体は伏せられている。
- オープニングとエンディングのテーマ曲はオリジナルを踏襲している。ジングルは番組後期で使われた広瀬隆制作のものにエレベーターガール風のアナウンスを被せたものを使用していた。
- エンディングでは、往時と同じく「生活と文化を結ぶ松坂屋」というセリフで番組が締められるが、往時と異なり小高直子による提供クレジット（オープニング後にも）がその後挿入される。またBGMは一旦終わってから再び最初に戻りフェードアウトする。
- 2021年8月29日は放送100回を記念し、放送開始時刻を通常より30分繰り上げた深夜0時から1時までの1時間スペシャルを放送。

### コーナー
- ラジオドラマ「とびきりエブリデイ」　出演者3名が架空のデパート「カトレヤデパート」で起こる様々なシーンを演じる。[11]
- ようこそカトレアデパートへ（2020年10月～2022年4月18日）→ カトレアデパートへいらっしゃい（2022年5月2日‐）　ゲストを迎えてのトークコーナー。
- GOGO広報ガール　松坂屋名古屋店の最新情報を伝える。

#### 過去のコーナー
- 松坂屋ヒストリー　（2019年10月～2020年3月）
- カトレアミュージックヒストリー（2020年4月～9月）